# Eliza Dushku
Eliza Patricia Dushku (Watertown, 1980. december 30. –) albán származású amerikai színésznő. 
Számos hollywoodi produkcióban szerepelt (Két tűz között, Hajrá csajok, Halálos kitérő), de feltűnt sorozatokban is, többek között a Buffy, a vámpírok réme, valamint az Angel sorozatokban Faith-ként. Legjelentősebb szerepe a Tru Calling – Az őrangyal szériában Tru Davies, aki újraél napokat és segít a halottaknak.

## Életrajz

### Karrierje kezdetén
A massachusettsi Watertownban született. 10 évesen figyelt fel rá egy ügynök. Őt választották 5 hónapos keresgélés után Alice mellékszerepére Juliette Lewis oldalán a That Night című filmben. 1993-ban Pearl szerepében Robert De Niro és Leonardo DiCaprio mellett játszott az Ez a fiúk sorsa filmben, ami saját bevallása szerint rengeteg lehetőséget nyitott meg előtte. A következő évben Arnold Schwarzenegger és Jamie Lee Curtis tinédzser lányát játszotta a Két tűz közöttben, Paul Reiser lányát a Bye, Bye Love-ban, Cindy Johnson-t a Race the Sun-ban Halle Berry és Jim Belushi oldalán. Ezután sok időt kihagyott a színészkedésből, hogy be tudja fejezni a középiskolai tanulmányait.

### Későbbi szerepek
Miután elvégezte a középiskolát, visszatért a színészethez Faith bajkeverő szerepében a Buffy, a vámpírok réme sorozatban. Habár eredetileg csak 5 epizódra szólt a szerepe, a karaktere annyira népszerű lett, hogy játszott a teljes harmadik évadban, valamint a negyedik és utolsó évadban is feltűnt. A Buffy társszériájában az Angelben is felbukkant Faith karaktere. Meggyőző antiszociális szerepei miatt, rengeteg levelet kapott bűnözőktől és elítéltektől.
2000-ben szerepelt a Soul Survivors filmben Casey Affleckkel. Ezután következett a vezérszurkolós komédia, a Hajrá,  csajok!, Kirsten Dunsttal, ami meglepetésszerű sikert produkált a mozipénztáraknál. 2001 mozgalmas év volt számára: Texasban forgatta Az új fiút, ezután New York következett ahol ismét együtt játszott Robert De Niróval Az igazság órája című filmben, ahol James Franco narkós barátnőjét és gyermeke anyját játszotta. A film az érettebb közönség körében siker volt, és jó néhány kedvező kritikát kapott.
A következő évben Kevin Smith adott neki szerepet a Jay és Néma Bob visszavág című filmben, ahol együtt játszott Shannon Elizabeth és Ali Larter színésznőkkel. 2003-ban a Halálos kitérő horror filmben már övé a főszerep, a The Kiss egy független vígjáték-dráma. Ugyanebben az évben kezdték el forgatni a Tru Calling-ot, ahol egy orvostanhallgatót játszik, aki hullaházban dolgozik és felismeri, hogy képes újraélni a napot és segíteni a halottaknak.
Elég sok rosszlány szerepe volt, amiről a Maxim magazinnak adott interjújában azt mondta: Könnyű rosszlányt játszani. Csak azt kell tenned amitől világéletedben tiltottak, és nem kell félned a következményektől, hiszen ez csak egy szerep, amit eljátszol.
2005-ben színházi darabban is játszott (Dog Sees God), majd leforgatták a Nurses című kórház sorozat bemutatkozó epizódját, de legvégül nem került adásba. Ez volt a második olyan sorozata amely a FOX tévécsatornának készült, de mégsem lett belőle semmi (korábban a Tru Calling című sorozatot fejezték be idő előtt).
2006-ban ő adta a hangját Szavamura Juminak a PlayStation 2-es Yakuza videójátékban. Videóklipben is láthatta a nagyközönség a Simple Plan I'm just a kid, valamint a Nickelback Rockstar videójában is feltűnt.
2007-ben a Tribeca Film Fesztiválon mutatták be a Nobel Son című alkotást, melyben együtt játszott többek között Alan Rickman-nel, Danny DeVito-val, Bill Pullman-nel és Peter Boyle-lal. Az alkotás kedvező kritikákat kapott, ahogy az On Broadway című független filmes mozi is, ahol Eliza kiemelkedő játékát hangsúlyozták a kritikusok, és mindemellett számos díjat is nyert. Szintén ebben az évben készült a Macaulay Culkin-nal forgatott Sex and Breakfast is, amelyet 2007 végén mutattak be Los Angeles-ben.
A Nobel Son rendezőjének Randall Millernek az új filmjében (Bottle Shock) mellékszerepet vállalt, melyben egy bárpultos lányt alakít. Játszik még az Open Graves című horrorban is, valamint ismét együtt dolgozik a Halálos Kitérő rendezőjével a The Alphabet Killer című thrillerben.
2010-ben szerepelt az Agymenőkben egy rövid szerep erejéig. Ő játszotta Page C.I.A. ügynököt a 4. évad 7. részében.
Eliza kedvező megállapodást kötött a FOX tévétársasággal, melynek értelmében segítik a színésznő karrierjét, és biztosítják számára a készülő alkotásokban való részvételt. A Dollhouse – A felejtés ára című sorozata a 2009/2010-es évben így készülhetett el.
2010-ben a Locked In című thrillerben játszott.

### Magánélete
Eliza Los Angelesben lakik. Egy ideig együtt járt az L.A. Dodgers dobójátékosával Brad Pennyvel, de 2009 februárjában szakítottak. Rick Fox NBA játékossal járt 2009 és 2014 között. 2017-ben az üzletember és cégvezető Peter Palandjian lett a párja, akivel közös gyermekük, fiúk 2019-ben született.

### Eliza Dushku Alapítvány
Létrehozott egy új projektet az édesapjával közösen, hogy segítsék a bostoni Camp Hale tábort. Személyes tárgyak és relikviák eladásával próbál minél több támogatót szerezni, hogy továbbra is működhessen az intézmény.

## Filmográfia

### Film
| Év   | Magyar cím                        | Eredeti cím                                   | Szerep                          | Magyar hang         |
| ---- | --------------------------------- | --------------------------------------------- | ------------------------------- | ------------------- |
| 1992 | Holdfényes éjszakán               | That Night                                    | Alice Bloom                     | Nemes Takách Kata   |
| 1993 | Ez a fiúk sorsa                   | This Boy's Life                               | Pearl                           | Dögei Éva           |
| 1994 |                                   | Fishing with George (rövidfilm)               | Piper Reeves                    |                     |
| 1994 | True Lies – Két tűz között        | True Lies                                     | Dana Tasker                     | Csondor Kata        |
| 1995 | Viszlát család, viszlát szerelem! | Bye Bye Love                                  | Emma                            |                     |
| 1996 | Napszekerek                       | Race the Sun                                  | Cindy Johnson                   | Szénási Kata        |
| 2000 | Hajrá, csajok!                    | Bring It On                                   | Missy Pantone                   | Németh Borbála      |
| 2001 | Jay és Néma Bob visszavág         | Jay and Silent Bob Strike Back                | Sissy                           | Kisfalvi Krisztina  |
| 2001 |                                   | Soul Survivors                                | Annabel                         |                     |
| 2002 | Az új fiú                         | The New Guy                                   | Danielle                        | Szénási Kata        |
| 2002 | Az igazság órája                  | City by the Sea                               | Gina                            | Timkó Eszter        |
| 2003 |                                   | Stan Winston: Monster Mogul (rövidfilm)       | önmaga                          |                     |
| 2003 | Halálos kitérő                    | Wrong Turn                                    | Jessie Burlingame               | Kiss Virág Magdolna |
| 2003 | Befejezetlen kézirat              | The Kiss                                      | Megan                           |                     |
| 2006 |                                   | The Last Supper (rövidfilm)                   | pincérnő                        |                     |
| 2007 |                                   | On Broadway                                   | Lena Wilson                     |                     |
| 2007 | Váltság-Nobel-díj                 | Nobel Son                                     | City Hall                       | Pikali Gerda        |
| 2007 | Párcsere                          | Sex and Breakfast                             | Renee                           | Czető Zsanett       |
| 2008 | Borban az igazság                 | Bottle Shock                                  | Joe                             | Böhm Anita          |
| 2008 | Az ábécés gyilkos                 | The Alphabet Killer                           | Megan Paige                     | Kovács Patrícia     |
| 2008 | Az ábécés gyilkos                 | The Alphabet Killer                           | Megan Paige                     | Németh Borbála      |
| 2008 |                                   | The Coverup                                   | Monica Wright                   |                     |
| 2009 | Nyitott sírok                     | Open Graves                                   | Erica                           |                     |
| 2010 |                                   | Locked In                                     | Renee                           |                     |
| 2011 | Batman: A kezdet kezdete          | Batman: Year One                              | Selina Kyle / Macskanő (hangja) | Törtei Tünde        |
| 2011 | DC Showcase: Catwoman             |                                               | Selina Kyle / Macskanő (hangja) |                     |
| 2012 | Noé Bárkája – Az új kezdet        | Noah's Ark: The New Beginning                 | Zalbeth (hangja)                |                     |
| 2013 |                                   | Jay & Silent Bob's Super Groovy Cartoon Movie | leszbikus nő (hangja)           |                     |
| 2014 |                                   | The Scribbler                                 | Jennifer Silk                   |                     |
| 2014 |                                   | The Gable 5 (rövidfilm)                       | Taylor Shaye                    |                     |
| 2015 |                                   | Dear Albania (dokumentumfilm)                 | Eliza                           |                     |
| 2015 |                                   | Jane Wants a Boyfriend                        | Bianca                          |                     |
| 2017 |                                   | Eloise                                        | Pia Carter                      |                     |

### Televízió
| Év        | Magyar cím                      | Eredeti cím                       | Szerep                                                 | Megjegyzések                                              |
| --------- | ------------------------------- | --------------------------------- | ------------------------------------------------------ | --------------------------------------------------------- |
| 1995      |                                 | Journey                           | Cat                                                    | tévéfilm                                                  |
| 1998–2003 | Buffy, a vámpírok réme          | Buffy the Vampire Slayer          | Faith                                                  | 20 epizód                                                 |
| 2000–2003 | Angel                           | Angel                             | Faith                                                  | 6 epizód                                                  |
| 2002      | Texas királyai                  | King of the Hill                  | Jordan Hilgren-Bronson (hangja)                        | 1 epizód                                                  |
| 2003–2005 | Tru Calling – Az őrangyal       | Tru Calling                       | Tru Davies                                             | - főszereplő (26 epizód) - magyar hangja: - Solecki Janka |
| 2005      | Azok a 70-es évek show          | That '70s Show                    | Sarah                                                  | 1 epizód                                                  |
| 2007      |                                 | Nurses                            | Eve Morrow                                             | tévéfilm                                                  |
| 2007      | Ki ez a lány?                   | Ugly Betty                        | Cameron Ashlock                                        | egy epizód                                                |
| 2009–2010 | Dollhouse – A felejtés ára      | Dollhouse                         | Echo/Caroline Farrell                                  | - főszereplő (27 epizód) - producer                       |
| 2010      | Agymenők                        | The Big Bang Theory               | Angela Page különleges FBI-ügynök                      | 1 epizód                                                  |
| 2010      | RuPaul – Drag Queen leszek!     | RuPaul's Drag Race                | önmaga (vendég zsűritag)                               | 1 epizód                                                  |
| 2011      |                                 | Herd Mentality                    | Casey                                                  | tévéfilm                                                  |
| 2011      |                                 | Robotomy                          | Shockzana (hangja)                                     | 1 epizód                                                  |
| 2011      | A nagy svindli                  | White Collar                      | Raquel Laroque                                         | 1 epizód                                                  |
| 2011      | A Cleveland-show                | The Cleveland Show                | önmaga (hangja)                                        | 1 epizód                                                  |
| 2011      |                                 | The Guild                         | önmaga                                                 | 1 epizód                                                  |
| 2011      |                                 | Torchwood: Web of Lies            | Holly Mokri (hangja)                                   | 7 epizód                                                  |
| 2011      | A liga                          | The League                        | Kristen                                                | 1 epizód                                                  |
| 2011–2012 |                                 | Leap Year                         | June Pepper                                            | - 5 epizód - tanácsadó producer                           |
| 2013–2015 | Hulk és a Z.Ú.Z.D.A. ügynökei   | Hulk and the Agents of S.M.A.S.H. | Jennifer Walters / She-Hulk / egyéb szereplők (hangja) | 51 epizód                                                 |
| 2015      | A Pókember elképesztő kalandjai | Ultimate Spider-Man               | Jennifer Walters / She-Hulk (hangja)                   | 1 epizód                                                  |
| 2016      | Banshee                         | Banshee                           | Veronica Dawson ügynök                                 | visszatérő szerep 4. évad (5 epizód)                      |
| 2016      |                                 | Princess Rap Battle               | Rapunzel                                               | 1 epizód                                                  |
| 2017      |                                 | Bull                              | J. P. Nunnelly                                         | három epizód                                              |
| 2017      |                                 | The Saint                         | Patricia Holm                                          | tévéfilm (2013-ban forgatták)                             |

### Videójátékok
| Év   | Cím                                    | Szerep                          |
| ---- | -------------------------------------- | ------------------------------- |
| 2003 | Buffy the Vampire Slayer: Chaos Bleeds | Faith                           |
| 2005 | Yakuza                                 | Yumi Sawamura / Mizuki Sawamura |
| 2008 | Saints Row 2                           | Shaundi                         |
| 2009 | Wet                                    | Rubi Malone                     |
| 2011 | Fight Night Champion                   | Megan McQueen                   |

## Fordítás
- Ez a szócikk részben vagy egészben  az   Eliza Dushku című angol Wikipédia-szócikk fordításán alapul.  Az eredeti cikk szerkesztőit annak laptörténete sorolja fel. Ez a jelzés csupán a megfogalmazás eredetét és a szerzői jogokat jelzi, nem szolgál a cikkben szereplő információk forrásmegjelöléseként.